# Distretto rurale di Kigoma
Il distretto rurale di Kigoma è un  distretto della Tanzania situato nella regione di Kigoma. È suddiviso in 16 circoscrizioni (wards) e conta una popolazione di 222 792 abitanti (censimento 2022).

## Suddivisione amministrativa
Il distretto è diviso nelle seguenti circoscrizioni (wards), tra parentesi gli abitanti (censimento 2022):
1. Bitale (19 479)
2. Kagongo (10 449)
3. Kagunga (14 027)
4. Kalinzi (21 904)
5. Kidahwe (10 288)
6. Mahembe (12 362)
7. Matendo (11 028)
8. Mkigo (5 521)
9. Mkongoro (17 971)
10. Mungonya (17 638)
11. Mwamgongo (12 264)
12. Mwandiga (17 582)
13. Nkungwe (7 439)
14. Nyarubanda (8 717)
15. Simbo (26 586)
16. Ziwani (9 537)